# كيفن روني
كيفن روني (بالإنجليزية: Kevin Rooney)‏ (4 مايو 1956 بجزيرة ستاتن في الولايات المتحدة - ) هو ملاكم أمريكي.

## روابط خارجية
- كيفن روني على موقع بوكس ريك (الإنجليزية) (registration required)